# Therese Döllinger
Therese Döllinger (* 16. Mai 1837 in München; † nach 1902) war eine deutsche Theaterschauspielerin.

## Leben
Döllinger, die Tochter des königlich bayerischen Hausarchivars und wirklichen Rates Georg Ferdinand Döllinger spielte bereits mit 7 Jahren in der Lachnerschen Oper Guido und Ginevra an der Münchner Hofbühne mit. Bei einer Mitwirkung des Kindes bei den sogenannten „maskierten Akademien“ fiel die Kleine sogar dem König Ludwig auf, der direkt auf den Vater einwirkte, die Tochter ganz und gar der theatralischen Laufbahn zu widmen.
Den ersten Unterricht erhielt sie von Elise Seebach. Sie debütierte mit 9 Jahren in einer größeren Rolle in Graf Waldemar. Bereits mit 13 Jahren wurde sie fest als Schauspielerin engagiert. Sie debütierte am 30. April 1851 als „Friederike“ in Eine Posse als Medizin. Am 28. März 1852 gastierte sie als „Gretchen“ am Hoftheater Weimar. Sie war so erfolgreich, dass sie am 17. September 1852 in Weimar fest engagiert wurde.
Nach Weimar wurde sie 1856 ans Hoftheater Hannover engagiert, nachdem sie als Gast glücklich gespielt hatte. Hierauf ging sie ans Schauspielhaus Berlin und blieb dort, nach einem zuerst dreijährigen Engagement, bis zu ihrer Pensionierung.
In all ihren Rollen wurde ihr ungeteilteste Bewunderung und einstimmiges Lob gespendet. 1865 ging sie ins ältere Fach über, obwohl sie dafür eigentlich noch zu jung war.
Ein besonderes Zeichen der künstlerischen Wertschätzung, die sie genoss, war in der Erteilung des Dekrets für eine lebenslange Anstellung zu ersehen.
1902 (Erscheinungsjahr des Eisenbergschen Lexikons: Anfang 1903) schien sie noch gelebt zu haben.